# Achias brachyophthalmus
Achias brachyophthalmus är en tvåvingeart som beskrevs av Walker 1865. Achias brachyophthalmus ingår i släktet Achias och familjen bredmunsflugor. Inga underarter finns listade i Catalogue of Life.